# Sytuacja prawna i społeczna osób LGBT w Izraelu

Tęczowa flaga – symbol społeczności LGBT

Tęczowa flaga w kształcie Izraela

Stosunki homoseksualne są w Izraelu legalne od 1988 roku. Wiek osób legalnie dopuszczających się kontaktów hetero- i homoseksualnych jest równy i wynosi 16 lat. Geje nie są wykluczeni ze służby wojskowej z powodu swojej orientacji seksualnej. Nie istnieją żadne przepisy bezpośrednio dyskryminujące osoby homoseksualne.
W kraju istnieją prawa zakazujące dyskryminacji osób homoseksualnych. Do 2007 roku Izrael był jedynym państwem w Azji, w którym istniały takie prawa.

## Uznanie związków osób tej samej płci
Izrael zalegalizował konkubinaty osób tej samej płci w 1994 roku. Izrael nie udziela ślubów malżeńskich osobom tej samej płci, jednak kraj ten uznaje te, które zostały zawarte za granicą.
W 2008 roku izraelskim homoseksualistom umożliwiono adopcję dzieci.

## Życie osób LGBT w kraju
Izrael jest najbardziej tolerancyjnym krajem wobec osób nieheteroseksualnych, leżącym na Bliskim Wschodzie. Działają tam organizacje LGBT. Pierwsza publiczna parada równości odbyła się w 1998 roku, w mieście Tel Awiw. Z czasem parady zaczęły się także odbywać w Jerozolimie. Między tymi dwoma miastami występuje jednak znaczna różnica. Jerozolima jest bardzo konserwatywnym miastem, podczas gdy Tel Awiw nazywany jest stolicą gejów na Bliskim Wschodzie. Parady w Tel Avivie przebiegają bez zakłóceń, podczas gdy parady w Jerozolimie spotykają się ze sprzeciwem ortodoksyjnych Żydów, są atakowane, a także odwoływane.
Specyfiką poczucia swobody i tolerancji w Tel Awiwie są organizowane przez Agudę (telawiwska organizacja LGBT) klubowe wieczory dla osób LGBT z Palestyny, oraz otwarcie gejowskiej plaży tuż obok plaży ortodoksyjno-religijnej.